# 계남근린공원
계남근린공원(桂南近隣公園, Gocheok Nieghborhood Park)은 대한민국 서울특별시에 있는 공원 및 스포츠 시설이다. 경기장 시설은 인조잔디 필드가 갖춰진 경기장이며, 2011년에 준공되었다.

## 참고 문헌
- “구로구 생활체육시설”. 구로구청.
- “계남근린공원”. 《서울생활체육포털》. 서울특별시청.
- 〈계남근린공원〉. 《디지털구로문화대전》. 한국학중앙연구원.
- 〈계남근린공원〉. 《두피디아》. 두산.
- 《2023 전국 공공체육시설 현황 (2022년 12월말 기준)》. 대한민국 문화체육관광부. 2024.